# ديبينيا
ديبانا (بالبرتغالية: Débora Cristiane de Oliveira) (20 أكتوبر 1991 في البرازيل - ) هي لاعبة كرة قدم برازيلية في مركز الهجوم، شاركت في الألعاب الأولمبية الصيفية 2016. وشاركت مع منتخب البرازيل لكرة القدم للسيدات. أما مع النوادي، فقد لعبت مع نادي سآد سبورته ونادي أفالدسنيس وFoz Cataratas Futebol Clube ‏ وSão José Esporte Clube (women) ‏ وAssociação Desportiva Centro Olímpico ‏.

## وصلات خارجية
- ديبينيا على موقع الاتحاد الدولي (مؤرشف)  (الإنجليزية)
- ديبينيا على موقع اتحاد النرويج (النرويجية)
- ديبينيا على موقع قاعدة بيانات كرة القدم.إي يو (الإنجليزية)
- ديبينيا على موقع ليكيب (الفرنسية)
- ديبينيا على موقع Soccerway.com (الإنجليزية)
- ديبينيا على موقع اللجنة الأولمبية الدولية (الإنجليزية)
- ديبينيا على موقع أوليمبيديا (الإنجليزية)
- ديبينيا على موقع اللجنة الأولمبية البرازيلية (البرتغالية)